# Дорога на Хайденхайм — Трохтельфинген — Нойштадт
Дорога на Хайденхайм — Трохтельфинген — Нойштадт — преследование кавалерией Мюрата австрийцев, вырвавшихся из окружённого Ульма, состоявшееся в октябре 1805 года.

## Осада Наполеоном Ульма и настроения в австрийском лагере
Когда 14 октября 1805 года два французских корпуса сосредоточились против михельсбергских лагерей (бой под Михельсбергом), положение Мака в осажденном Ульме стало критическим. Маршал Мармон и гвардия императора были почти на окраинах Ульма к югу от реки Иллер, а маршал Сульт безостановочно приближался по западному берегу Иллера от Меммингена, загораживая все выходы к Тиролю. Ухудшение ситуации для осажденного Ульма обуславливалось ожесточенными препирательствами в австрийском главном штабе. Генерал Мак стоял за сохранение сосредоточения армии любой ценой, но эрцгерцог Фердинанд через его голову приказал немедленно эвакуировать кавалерию из Ульма.

## Попытка прорыва австрийцев и лихое преследование их кавалерией Мюрата
Через некоторое время около 6000 кавалеристов вырвались из окружения вместе с эрцгерцогом, но преследование Мюрата было настолько свирепым и отлично выполненным, что только 11 эскадронов смогли присоединиться к генералу Вернеку в Хайденхайме. Но и этому войску не суждено было долго просуществовать. 19 октября Вернек был вынужден сдаться со своими 8000 солдат в Трохтельфингене. Мюрат захватил также ещё и весь австрийский полевой парк с 500 перевозочными средствами. Развивая успех дальше, Мюрат направился к Нойштадту и заставил ещё 12 000 австрийцев сложить оружие, захватив на этот раз в плен 7 генералов, 200 офицеров, денежный ящик и 120 пушек.
Это дело несомненно способствовало ускорению капитуляции Ульма.
Харботл Т. Военные кампании Наполеона. С.254.